# Камаи
Камаи (бел. Камаі) — агрогородок (до 2005 — деревня) в Камайском сельсовете Поставского района Витебской области Беларуси. Административный центр Камайского сельсовета.

## География
Расположен за 18 км на юго-запад от Постав, за 12 км от железнодорожной станции Годутишки, на пересечении автомобильных дорог Поставы — Лынтупы и Нарочь — Годутишки.

## Этимология названия
Орфография наименования населённого пункта была неустойчива, на протяжении даже XIX—XX веков встречаются написания пол. Komay, Komai, Komaj, Komaje, лит. Kamojai, Kamojys, рус. Комай, Камае, Комаи, Камаи.
Согласно одной из гипотез, название происходит от финского слова kamai — «бурелом».

## Эпоха феодализма
Первое упоминание, как поместья князя Глеба Пронского, относится к началу XVI века. После смерти князя (1513) поместье перешло во владение его вдовы, а в 1533 году — к его сыновьям Андрею и Фредерику (Фридриху).
В 1550 году Камаи упоминаются как местечко, которое согласно административно-территориальной реформы (1565—1566) вошло в состав Ошмянского повета Виленского воеводства. После смерти Ф. Пронского (1555) владельцем поселения в 1572 году стал его сын Александр Пронский. Он продал Камаи Фоме Рудомину-Дусятскому. В 1592 году Камаями владел Ян Рудомин-Дусятский, который в 1603—1606 годах построил здесь каменный храм Иоанна Крестителя.
Сохранился инвентарь имения Камаи Ошмянского повета за 1611 год, который был напечатан в Литве на языке оригинала в сборнике документов «Инвентари Литвы XVII ст.» (Вильнюс, 1962).
С 1643 года при костеле существовал госпиталь на 5 мужчин и 13 женщин. В 1673 году храм Иоанна Крестителя был отстроен после пожара.
С 1722 года Камаи находились во владении Сулистровских.
В 1795 году Камаи вошли в состав Российской империи, где являлись центром волости Виленского, позже Свентянского уезда.
В 1847 году еврейская община местечка Камаи насчитывала 199 человек.

## Эпоха капитализма
В начале 1880-х годов в Камаях действовали костёл, еврейская молитвенная школа, госпиталь, работали 4 магазина, трактир, пивоварня, мельница, проводились 8 регулярных ярмарок.
В 1886 году здесь было 28 дворов, волостная управа, костёл, богадельня, школа, 4 магазины, трактир, 7 регулярных ярмарок.
В 1896 в местечке Камаи насчитывалось 312 жителей (243 белоруса, 65 евреев, 4 татарина).
В 1905 году в имении Камаи (Чеховича) насчитывалось 63 жителя (28 мужчин; 33 женщины), в местечке Камаи — 431 житель (188 мужчин и 243 женщины). Действовало народное училище, работали магазин и почтовое отделение.
В 1909 году — 35 дворов.

## Первая мировая война

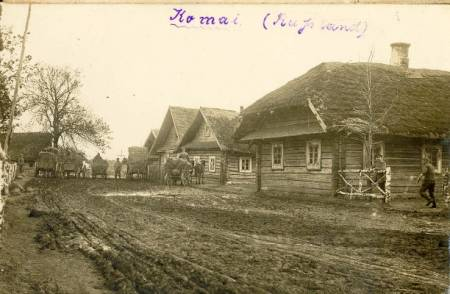
Камаи. 1915 год

Про боевые действия в годы Первой мировой журнал «Разведчик» (№ 1334 от 31 мая 1916г.) сообщает следующее:
«15 мая. Эскадра наших самолётов бомбардировала неприятельскую электрическую станцию в м. Комай (северо-западнее оз. Нароч)».
17 ноября 1916 г. был пожалован Георгиевский крест 1-й ст. № 8620 фел. подпр. 16-й роты Лейб-гвардии Преображенского полка Руфиму Казимирову Тарасевичу, уроженцу Виленской губернии Свенцянского уезда Комайской гм. Тем самым, Тарасевич Р. К. стал полным Георгиевским кавалером (ГК 4-й ст. № 481090, ГК 3-й ст. № 140746, про ГК 2-й ст. сведения отсутствуют).

## Польская Республика
Согласно Рижскому мирному договору (1921) Камаи были включены в состав Срединной Литвы. С 1924 г. являлись центром гмины Свенцянского повята Виленского воеводства Польской Республики. В 1937 году существовали одноимённое местечко (79 дворов) и поместье Камаи (4 двора).
01.01.1939 — гмина Камаи 234,5 км.кв., пригодных для земледелия — 181,1 км.кв. Дворов — 1416, жителей — 7.608.

## Вторая мировая война
В сентябре 1939 Камаи вошли в состав Белорусской ССР, где 25 ноября 1940 года сделались центром сельсовета Годутишкского уезда и позже Поставского районов.
Во время немецкой оккупации в 1941—1944 годах камайские евреи были перемещены в гетто в Кобыльнике и убиты.
Литовские военнослужащие из Камай делали набеги белорусские деревни и грабили жителей. 20 декабря 1943 года председатель Кобыльникской волости докладывал:
«Господину начальнику района в Мяделе. Докладываю, что на территории волости Кобыльник часто прибывают литовские отряды вермахта из Комай и Константиново (Литва) и несправедливо отбирают у населения этой волости сельскохозяйственные продукты без расписок. Опись отобранных в ноябре и декабре 1943 г. сельскохозяйственных продуктов прилагаю».
В 1945 году в местечке Камаи была открыта механическая мельница.

## БССР
В 1971 году в Камаях было 164 двора, работали средняя школа, дошкольное учреждение, дом культуры, библиотека, больница, аптека, мельница, швейная мастерская, почта, столовая.

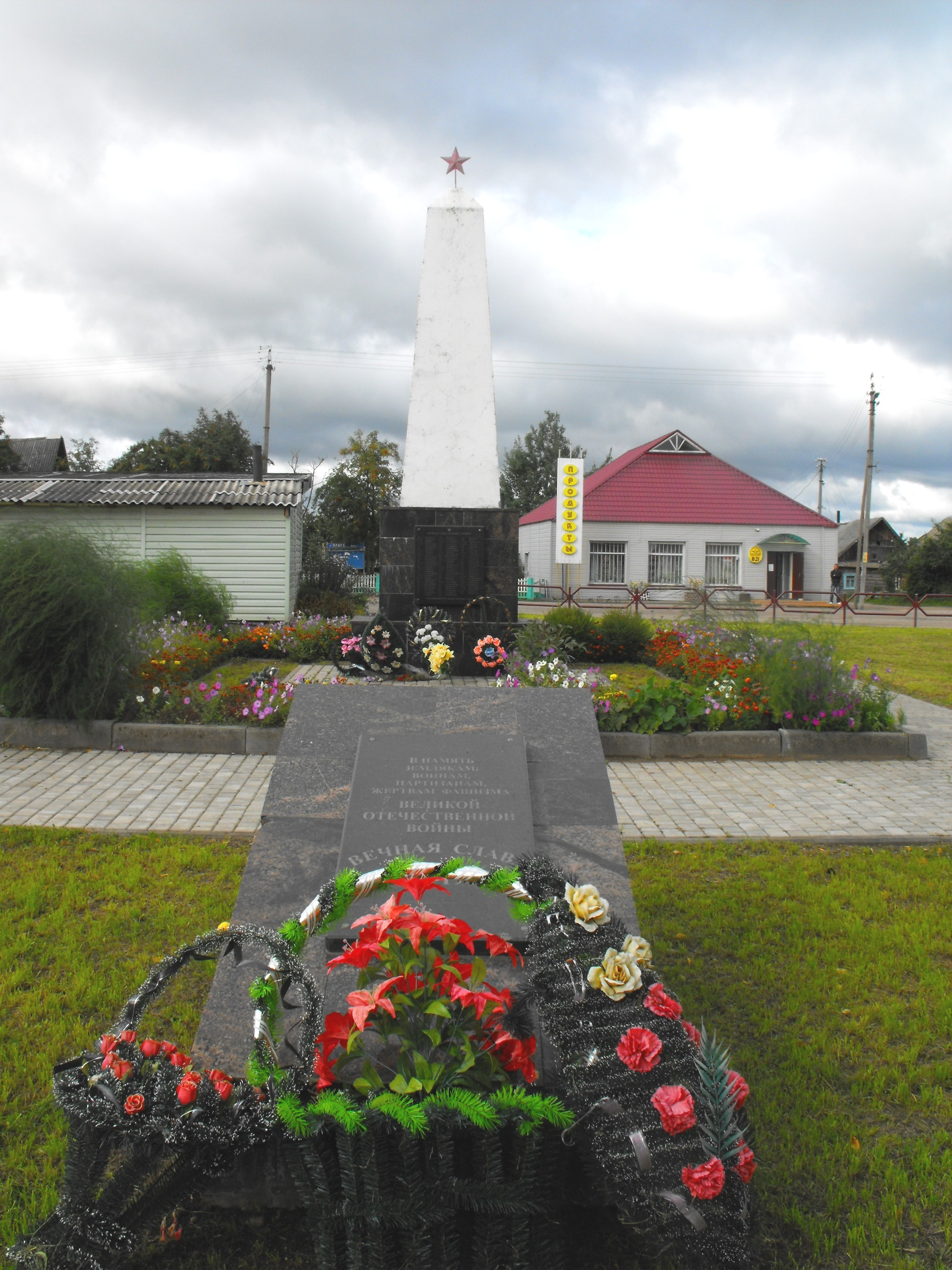
Памятник на братской могиле воинов, погибших при освобождении деревни Камаи в 1944 году, и жителям деревни, убитым во время немецкой оккупации в 1941—1944 годах.

## Достопримечательности
- Католическая церковь Иоанна Крестителя (1603—1606)
- Каменный крест XV—XVI веков

Находится крест в самом центре поселения в 30 метрах от костела Иоанна Крестителя. Крест внушительных размеров: высота 2, 5 м, ширина до 0,7 м, толщина 0,6 м. В нём имеется треугольная ниша. Под ней находятся четыре ряда едва заметных знаков. Ниже их высечен круг диаметром около 9 см, под которым имеется знак в виде зонтика. Над нишей сохранились буквы и цифры «R 1803». На северной стороне креста ниже перекладиной сохранилась буква В. Высечен крест из большого валуна розового гранита рапакиви, который, вероятно, был принесен сюда 20─17 тыс. лет назад из Скандинавии. Насчет даты возведения креста есть несколько версий. В томе «Свод памятников истории и культуры Беларуси. Витебская область» утверждается, что вырублен он в XV—XVI веках. Авторы статьи «Эти удивительные камни Поставщины» в книге «Память. Поставский район» склоняются к версии, что крест был поставлен во время строительства храма в 1603—1606 гг. Краеведы И. Зямчонак и Я. Древницкий приурочивают возведение креста к 200-летию строительства костела (1803 г.) Но, наверное, крест все-таки создан значительно раньше XIX века, так как очень архаично выглядит он рядом с костелом и по сравнению с подобными памятниками того времени.
- Братская могила советских воинов и партизан (1953);
- Старое еврейское кладбище[8];
- Памятник землякам (1967);

## Население
На 1997 год в Камаях насчитывалось 301 двор, на 2001 год — 294, на 2011 год — 327.
Численность населения составляла:
- 1886 г. — 314 жителей.
- 1896 г. — 312 жителей (243 белоруса, 4 татарина, 65 евреев).
- 1905 г. — 431 житель (188 мужчин и 243 женщины), в имении Камаи — 63 жителя (28 мужчин; 33 женщины).
- 2001 г. — 779 жителей.
- 2019 г. — 695 человек[1].

## Предприятия и организации
- ОАО «Камайский-агро»
- Камайское лесничество